# Rather van Verona

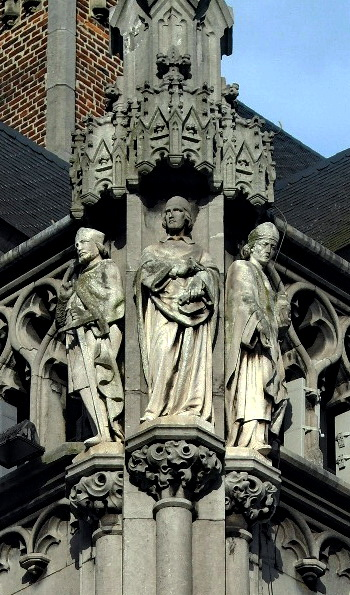
beeld van Rather van Verona (midden) op het Paleis van de Prins-bisschoppen

Rather van Verona (887 - Namen, 25 april 974) was leraar, abt van Lobbes, driemaal bisschop van Verona (931-934; 946-948; 961-968) en van 954 tot 956 bisschop van Luik. 
- Bibsys: 90389481
- Biblioteca Nacional de España: XX1615724
- Bibliothèque nationale de France: cb11887350d (data)
- Gemeinsame Normdatei: 118598449
- International Standard Name Identifier: 0000 0001 1453 2532
- Library of Congress Control Number: n50053995
- Nationale Bibliotheek van Tsjechië: kup19980000081373
- Nationale bibliotheek van Australië: 35756617
- Nationale Bibliotheek van Israël: 987007297232505171
- Nationale Bibliotheek van Polen: a0000002722022
- Nederlandse Thesaurus van Auteursnamen: 070059403
- Réseau des bibliothèques de Suisse occidentale: 02-A000135999
- Istituto Centrale per il Catalogo Unico: BVEV011317
- LIBRIS: 272709
- SNAC: w6935bq3
- Système universitaire de documentation: 026668785
- Trove: 1073364
- Virtual International Authority File: 100197987
- WorldCat: E39PBJcc7VbkgHYgBx8jBY9VYP